# Anput

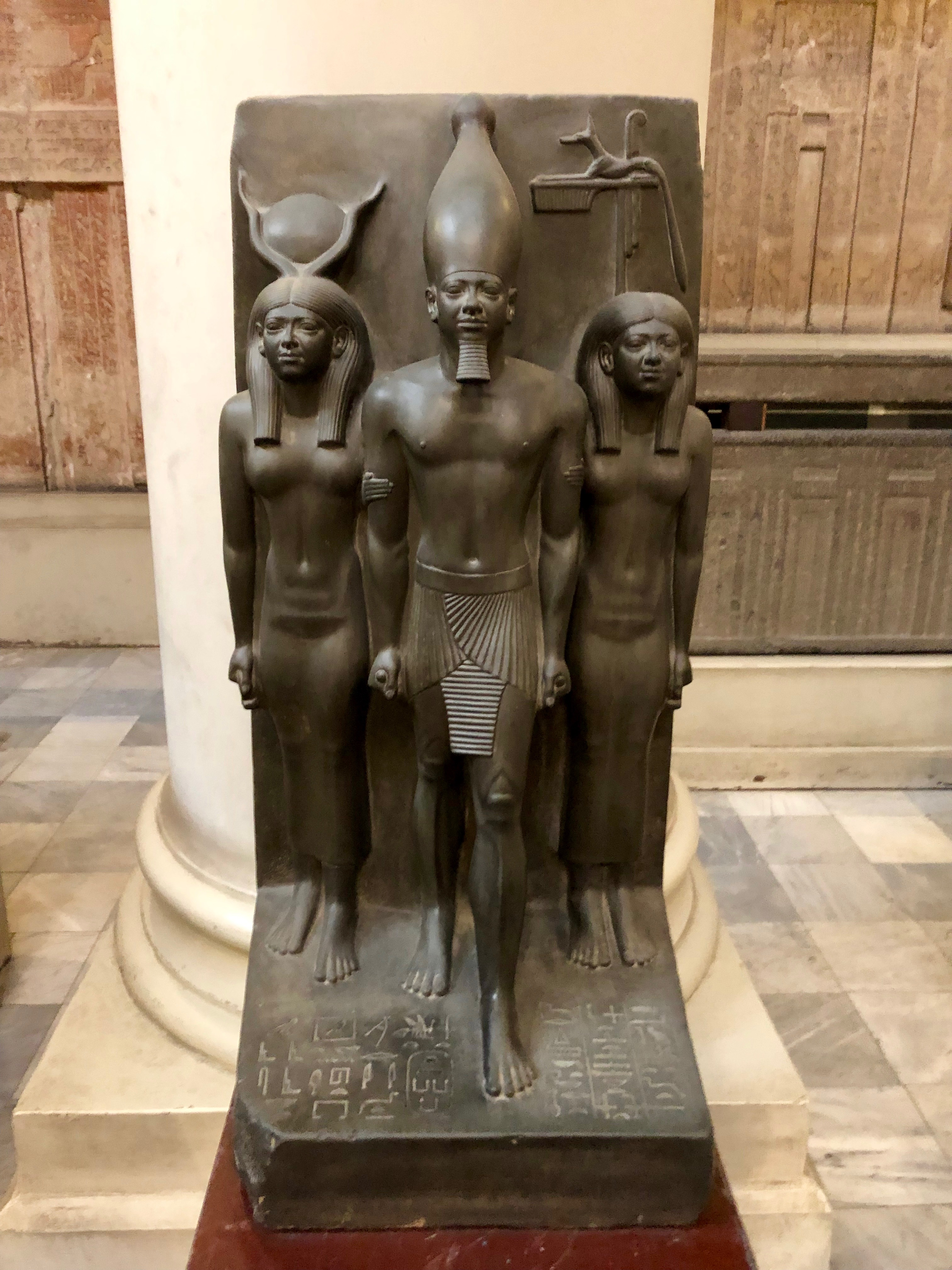
Anput (dreta) representat en una estàtua de la triada amb Hathor i el faraó Menkaure

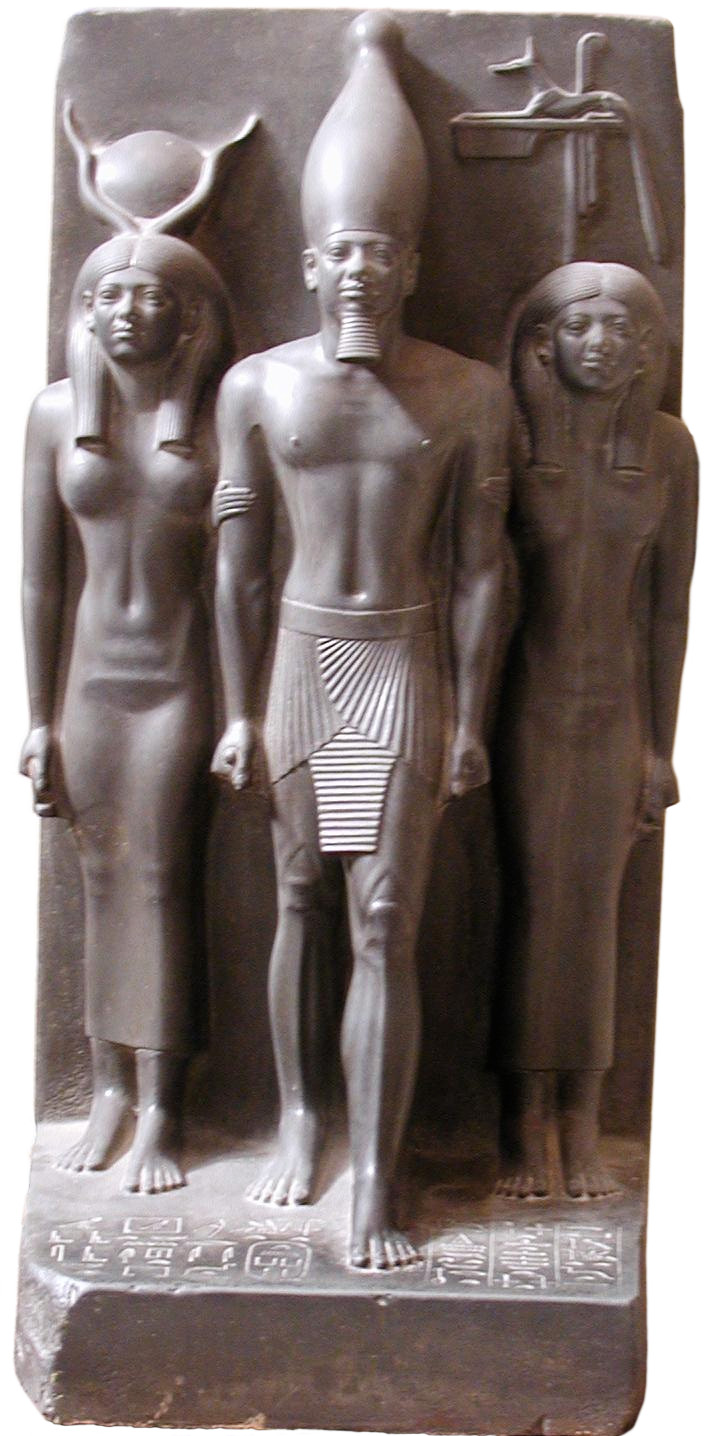
Hathor, el rei Menkaura i Anput

Anput és una deessa de l'antiga religió egípcia. El seu nom està escrit en jeroglífics com a jnpwt (reconstruït en egipci mitjà com /ʔan.ˈpa.wat/ o /jan.ˈpa.wat/). El seu nom també es representa com Anupet, Input, Inpewt i Yineput. Com a homòloga femenina del seu marit, Anubis, que era coneguda com a jnpw pels egipcis, el nom d'Anput acaba en un sufix femení "t" quan es veu com a jnpwt.
Sovint se la representava com un xacal embarassat o lactant, o com un xacal amb ganivets. També es representa com una dona, amb un tocat que mostra un xacal jacent sobre una ploma. Probablement l'exemple més notable d'aquesta representació és el de l'estàtua de la tríada de Hathor, Menkaure i Anput. De vegades es representa com una dona amb el cap de xacal, però això és molt rar.

## Mitologia
Anput és la contrapart femenina del déu Anubis. També és una deessa del dissetè nom de l'Alt Egipte. També es considera la protectora del cos d'Osiris.